# 天竺路 (南京)

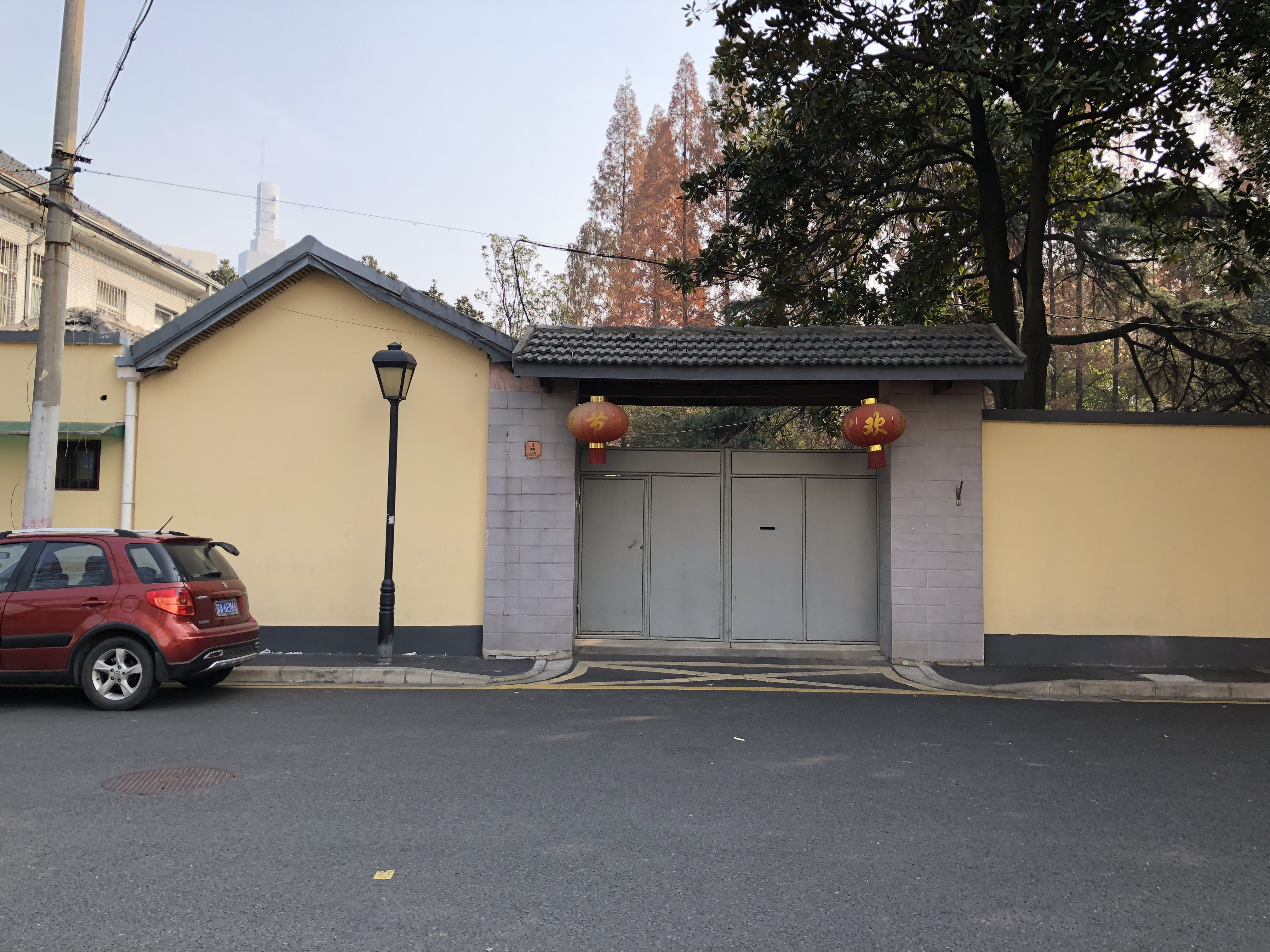
381.989x381.989像素

天竺路是位于江苏省南京市鼓楼区内的一条道路，位于北京西路北侧，长200余米，东西走向，西到西康路、颐和路，东到琅琊路接普陀路，中间与灵隐路交汇。
这里原是一片荒地，1930年代根据首都计划建成高级住宅区，在林荫大道两旁，大多是中西合璧式的二层楼房，建筑密度较低。现已列为民国建筑保护区。

## 沿街建筑
- 天竺路2号，萧孝嵘公馆[1]
- 天竺路3号，加拿大驻中华民国大使馆旧址，江苏省文物保护单位
- 天竺路4号，戴居正公馆
- 天竺路5号，田载龙公馆
- 天竺路15号，墨西哥大使馆旧址[2]，南京市文物保护单位
- 天竺路17号，郑烈公馆
- 天竺路19号，薛典曾公馆
- 天竺路21号，胡小石公馆[3]，南京市文物保护单位
- 天竺路25号，罗马教廷公使馆[4]，南京市文物保护单位